# مارک دتون
مارک دتون (فرانسوی: Marc Detton‎؛ ۲۰ فوریه ۱۹۰۱ – ۲۴ ژانویهٔ ۱۹۷۷) قایقران روئینگ اهل فرانسه بود.
وی در مسابقات کشوری و بین‌المللی در مجموع برندهٔ ۱ مدال طلا، ۲ مدال نقره، ۱ مدال برنز شده‌است.